# Starro
Starro, más conocido como Starro el conquistador, es un supervillano ficticio, recordado por ser la primera historia contada de la Liga de la Justicia, que apareció en las páginas de la revista Brave and the Bold Vol. 1 #28 (febrero-marzo de 1960), siendo creado por el legendario escritor de la Liga de la Justicia Gardner Fox y el dibujante Mike Sekowsky. Starro es el primer villano que enfrentó a la formación original de la Liga de la Justicia de América, siendo un clásico personaje de la edad de plata, este personaje no solo se incluyó como enemigo de la Liga, sino que además ha hecho aparición en otras series de historietas a lo largo de las publicaciones de DC Comics, también lo ha hecho en series animadas y diferentes productos de mercadotecnia.
Starro es el primer villano en enfrentarse a la Liga de la Justicia de América original. Debutando en la Edad de plata de las historietas, el personaje ha aparecido tanto en cómics como en otros productos relacionados con DC Comics, como series de televisión animadas y videojuegos. Starro es el villano principal de la película del DC Extended Universe, The Suicide Squad (2021).

## Historia sobre su publicación

### Pre-Crisis
El personaje de Starro, debutó en las páginas de Brave and the Bold Vol. 1 #28 (febrero-marzo de 1960), cuya historia se titula Starro el conquistador, en el cual es la primera aparición de la Liga de la Justicia de América. Según el editor Julius Schwartz, el título Starro el conquistador se inspiró en la historia del escritor Ray Cumming, Tyranno, the conqueror. Starro reapareció en una historia de 11 páginas del cómic Adventure Comics sobre Aquaman, en Adventure Comics Vol. 1 #451 (mayo-junio de 1977) y en una historia de dos partes en Justice League of America Vol. 1 #189-190 (abril-mayo de 1981).
El personaje también aparecería en un universo alternativo, cuando fue transportado del Universo DC principal y sería protagonista de una de las historias de la revista de historietas que escribía Roy Thomas en las páginas del El Capitán Zanahoria y su sorprendente Zoo Crew! Vol. 1 #1 (marzo de 1982) y apareció brevemente en los acontecimientos de la Crisis en las Tierras Infinitas #9 (diciembre de 1985).

### Post Crisis
Tras la Crisis en las Tierras Infinitas, y en tiempos donde prevaleció la continuidad Post-Crisis del Universo DC, Starro aparecería en una historia de cinco partes de la Liga de la Justicia Europa Vol. 1 #24-28 (marzo-julio de 1991) renovando sus orígenes y siendo reintroducido en JLA: Archivos Secretos y Orígenes #1 (septiembre de 1997) y las páginas del cómic JLA Vol. 1 # 22-23 (9 de octubre de 1998). Otra versión aparecería en el crossover fuera de continuidad entre las compañías Marvel y DC, el crossover titulado, JLA/Avengers #1-4 (septiembre de 2003 - mayo de 2004); además en la serie de historietas de los Teen Titans Vol.3 # 51-54 (noviembre de 2007-febrero de 2008) y el One-Shot, Green Lantern/Sinestro Corps: Archivos Secretos #1 (febrero de 2008), y Booster Gold Vol.3 # 13-14 (diciembre 2008-enero 2009). Además, conto de nuevo con un regreso a la tierra del Capitán Zanahoria siendo el villano principal de la miniserie limitada escrita por Bill Morrison, que también resultó ser un Tie-In para Cuenta Atrás para la Crisis Final, en El Capitán Zanahoria y el Arca final #1 al #3 (Oct-Dic de 2007)
Tras el evento de DC Comics, Crisis Infinita, el personaje apareció en las páginas de R.E.B.E.L.S. Vol.2 #1-13 (abril de 2009 - abril de 2010) y R.E.B.E.L.S. Anual Vol.2 #1 (Dic 2009).

### Los Nuevos 52/DC: Renacimiento
Si bien sería visto de nuevo en un flashback al final del arco de la Guerra contra la invasión de Darkseid en el cómic que formó parte del reboot de la continuidad del Universo DC, Otra versión aparecería en Para el evento conocido como Maldad Eterna #1 (noviembre de 2013). Además dentro del marco de la etapa conocida como DC: Renacimiento, hizo aparición unas versiones llamadas "Starro Genéticamente Modificados" publicado en The New Super-Man Vol. 1 #4 del 2016.

## Biografía ficticia del personaje

### Pre-Crisis
Starro es un ser superinteligente, un extraterrestre con una forma de vida se asemeja al de una gigantesca estrella de mar con un ojo central y las extremidades prensiles. Esta entidad llegó a la Tierra , y con su facultad especial creó tres estrellas de mar, haciendo que estas criaturas lograsen causar pelígrosos estragos (como detonar una explosión de una bomba atómica, para poder absorber su energía; secuestraría a los científicos para poder absorber su capacidad cerebral para tomarlos bajo control y lograr difundir así unas esporas en forma de estrella Starro, y poder controlar a los residentes de Happy Harbor y Rhode Island bajo su control mental) hasta que fue detenido por los héroes como Aquaman, Flash (Barry Allen), Linterna Verde (Hal Jordan), el Detective Marciano, y la Mujer Maravilla. Starro sería derrotado y recubrimiento vivo con cal, que anuló los poderes mentales de la entidad. Un fragmento de su cuerpo como Starro sobrevivió, permitiéndose que se regenera de nuevo como una criatura completa, sin embargo, sería detenido por Aquaman antes de poder renovar sus planes de conquista.
Starro finalmente volvería a reaparecer, y obligó a un grupo de seres humanos para que lo alimentaran hasta que pudiese asumir de nuevo su forma física original. Tiene la capacidad de reproducirse asexualmente, Starro era capaz de crear millones de duplicados en miniatura, una serie de "esporas" de sí mismo, que posteriormente se uniría al rostro de cualquier ser vivo para poder mantener un control mental a distancia sobre el; como ocurrió con toda la población de Nueva York manteniéndolos bajo su control mental. Starro utilizaría estas esporas para controlar a varios miembros de la Liga de la Justicia, hasta que fueron derrotados por el frío extremo. Cuando Superman se encontraba investigando un extraño fenómeno que causaba que los ciudadanos de Metropolis comenzaran a actuar como simios, tanto Superman como Starro serían transportado accidentalmente a un universo alternativo y llegando a una tierra paralela llamada Tierra-C. Cumpliendo su deber, Superman ayudaría a estos sensibles animales, y allí Superman hace equipo con el El Capitán Zanahoria y su sorprendente Zoo Crew!, junto sus aliados animales logran derrotar a Starro, que tenía su base de operaciones de este mundo en el planeta Plutón de Tierra-C. Superman se llevaría a un Starro derrotado de nuevo a su universo.

### Post-Crisis
Luego de los acontecimientos de la Crisis en las Tierras Infinitas, Starro más tarde reaparecería al tratar de convencer a la Liga de la Justicia Europa que está muriendo y desea regresar al espacio. Ayudado por el entonces ex-Linterna Verde Kilowog, Starro vuelve a su nave espacial, que, luego de que esté otra vez reparada, se lanzó hacia fuera de la atmósfera terrestre. Starro, sin embargo, traicionaría a la Liga de la Justicia, cuando programó para explotar a su nave, y así poder liberar a Starro de su cuerpo y poder liberar a miles de versiones más pequeñas con forma de "esporas" en Europa Occidental. Asumiendo el control de miles de seres humanos, Starro tomaría el poder, con varios miembros de la Liga de la Justicia Europa oponiéndose a su ataque. Starro sería finalmente derrotado cuando el miembro de la Liga de la Justicia Hielo congela a la criatura original.
Refiriéndose a sí mismo solo como "Eso", una versión diferente de Starro tomó el control de Flash ( Wally West) y a la población de Blue Valley utilizando esporas. A pesar de que la JLA tuvo la intención de intervenir, se les aconseja que no lo hiciera por parte de El Espectro (Hal Jordan), que les revela que la intención del alienígena es capturarlos y controlarle la mente a cualquier héroe para poder utilizarlos para formar un ejército y así poder conquistar a la galaxia. Esta solicitud reiterada de El Espectro realizada a la JLA buscaba la manera para quitarle sus poderes de manera temporal, por lo tanto, así se podrá eliminar a la amenaza potencial que puede suponer sobre el alienígena. por lo que distraen a la entidad, mientras que Batman interviene con frío extremo para neutralizar a la amenaza. Sobre esta versión se recupera la idea original de sus orígenes, y se revela como un ser explorador que sirve a una criatura llamada la "Estrella Conquistadora". Cuando se encuentra sobre Europa, la cubre con su cuerpo, dicha entidad rápidamente esclaviza psíquicamente a la raza humana mientras estos duermen. Dream, asistente de Sueño (el personaje de The Sandman) busca miles de posibilidades para poder ayudar a la JLA, con varios miembros que luchan contra la entidad en el mundo de los sueños, mientras que otro pequeño equipo ataca a su forma física. Con esta ayuda logran resistir el control mental de la entidad, y los héroes liberan a la humanidad de la influencia del alienígena. Sueño entonces procede a captura a la estrella Conquistadora y almacena a la entidad junto con otro de sus recuerdos.

#### JLA/Avengers
En el crossover entre compañías DC/Marvel Comics en la serie limitada JLA /Avengers, Starro batalla en un universo alternativo contra el grupo de superhéroes llamado Los Vengadores.

#### Crisis Infinita
Durante los acontecimientos del evento denominado Crisis Infinita, Starro aparece como miembro de los seres reclutados por Alexander Luthor Jr., en su versión de la Sociedad Secreta de Supervillanos.

#### El Capitán Zanahoria y el Arca final, Tie-In deCuenta Atrás para la Crisis Finaly laGuerra de los Sinestro Corps
Starro de algún modo inexplicable, reaparece de nuevo en la antigua Tierra-C (que ahora llamada Tierra-26) provocando un conflicto entre criaturas acuáticas y terrestres antropomórficas. A pesar de los esfuerzos de la Zoo Crew!, Starro inunda al planeta y derrota al equipo. A continuación, serían transportados fuera del planeta, junto con refugiados sobrevivientes, conformado por el otro equipo de animales, la Just'a Lotta Animals. El Miembro del equipo de la Zoo Crew Pig-Iron, aparentemente se sacrifica enfrentado a Starro bajo el agua, ya busca escapar. Starro reaparecería en el Universo DC siendo miembro del Sinestro Corps, empuñando cinco anillos de poder y controlando a varios supervillanos. La entidad sería destruida por una futura versión de Flash (Bart Allen)

#### R.E.B.E.L.S. Vol.2
Finalmente, se reveló que Starro pertenecía a una raza de parásitos que conquistan planetas pertenecientes a "Estrellas Madre" que liberan esporas que toman el control mental de una población. Cuando una Estrella Madre llegó al planeta Hatorei y esclavizó a los nativos humanoides del planeta, que se caracterizaban por ser psíquicamente dotados, una Reina Madre Starro toma al único superviviente de su especie siendo bebe, lo que le permite dominar mentalmente a toda la especie parásita. Suponiendo que el nombre de "Starro el Conquistador" es para estar facultado para crear y mantener a un enorme ejército de soldados mentalmente controlados, y así poder controlar el uso de vehículos voladores no tripulados al ser controlados estos por las esporas, permitiéndole conquistar galaxias enteras.

#### Los Nuevos 52/DC: Renacimiento
Un ser humano poseído por Starro se vería más adelante, entre los villanos reclutados por la Sociedad Secreta de Supervillanos. Bajo la etapa DC Universe" de DC: Renacimiento, al final del evento No Justice Starro aparentemente falleció luego del encuentro con los Titanes Omega, dejando lo que aparentemente es un descendiente que sirve a la actualidad como miembro de la Liga de la Justicia ayudando al equipo en el trabajo para salvar al Multiverso luego de ser destruido El Muro de la Fuente tras los acontecimientos de Dark Nights: Metal. Esta especie de descendiente se hace llamar Jarro que se encuentra al cuidado de Batman y más tarde se revela que es un Starro proveniente de un posible futuro derivado de los hechos en la Sexta Dimensión.

## Otras versiones

### Una versión futura
Una versión futura de Starro cautiva mentalmente al Time Master Rip Hunter, usando su tecnología que le permite viajar en el tiempo para conquistar a la Tierra, a un momento de la historia que termina siendo retroactiva para la continuidad del Universo DC. Con la ayuda de los villanos como Lady Cronos, y el héroe Booster Gold serían capaces de restaurar la línea de tiempo.

### Titanes del mañana
En otro momento dentro de un futuro alternativo del Universo DC, un Starro lanza un gigantescco cardumen de esporas con el cual logra controlar a todo el Sinestro Corps. Empuñando sus cinco anillos de poder amarillo y manteniendo bajo control como anfitriones de su poder a los supervillanos como Livewire, Prometeo y Brimstone entre otros, se oponen a los homólogos de los Titanes del Mañana.

## Poderes y habilidades
Starro es un conquistador alienígena, una amalgama tanto como un ser que posee el don de controlar la mente humana cuando lanza sus famosas esporas, que se asemejan a la forma de una estrella de mar terrestre, la misma forma que posee su cuerpo gigante. Una criatura que se reproduce asexualmente, las esporas Starro son capaces de generar clones que actúan de conformidad con la voluntad de la mente maestra principal. Los clones son parásitos por naturaleza, y pueden adherirse al rostro de cualquier ser vivo terrestre o alienígena, para que posteriormente tome el control acogiendo el sistema nervioso central, permitiéndole controlarlo a distancia en esta forma a su respectivo huésped. Sin el control del anfitrión se puede perder una vez retirada de la víctima.
Ambas variantes del parásito son capaces de absorber energía, puede proyectarla hacia el Starro madre de manera inalámbrica; tienen la capacidad para volar, cambiar de color y autorregenerarse, mientras que las de mayor tamaño tienen un alto grado de invulnerabilidad, las versiones gigantes también tienen un tremendo poder para lograr las inmensas capacidades mentales, y con ello, ser capaces de influenciar indirectamente en la mente del anfitrión que consideren para su potencial característica principal, además, son capaces de adormecer a un sinnúmero de personas a un sueño inducido y acceder a sus pensamientos a través de los sueños. Su tamaño puede variar puede llegar a ser tan grande como para abarcar el tamaño de una enorme ciudad e incluso abarcar el tamaño de un cuerpo oceánico planetario, en cuyo caso, la sonda Starro puede alterar radicalmente el clima de un planeta, su topografía y la geografía dentro de su radio, similar al proceso de terraformación, incluso, puede abarcar el tamaño de un planeta. Un futuro conquistador que lanza esporas Starro finalmente lograría obtener mucho más poder, como cuando logró obtener cinco anillos de poder Qwardiandos en cada uno de sus tentáculos puntiagudos, como cuando formó parte de los Sinestro Corps, cada anillo le permitió crear objetos a función de sus pensamientos como portador pero solo aquellos que le permitió alimentarse del miedo en lugar del poder de la fuerza de voluntad. Dada la dificultad de su uso para la capacidad de parte de Starro al utilizar los cinco anillos, y a la vez le permite indicar un dominio del elemento como el miedo y su uso en batalla, como es mostrado cuando fue personalmente en contra de múltiples iteraciones de los Titanes que le atacan a todos a la vez.
Cuando "Starro el Conquistador" controla a un ser vivo en partícula, lo utiliza para difundir su poder telepático, siendo lo suficientemente fuerte como para controlar toda la raza alienígena de Starro, poseyendo inconmensurables niveles de resistencia física, siendo reforzada aún más por las energías extraídas de las víctimas de sus sondas Starro. Starro es lo suficientemente fuerte físicamente como para enfrentarse directamente al supervillano Despero en un combate singular, Starro el Conquistador es casi impermeable a los daños físicos al igual que sus clones Starro más grandes; También es afín a que las esporas implantadas en las especies vivas humanoides que controla Starro para poder reproducir sus propios clones Starro a partir de la presencia física de una madre Starro en su pecho, un poder único para su propia creación, es la capacidad para convertir a una estrella de mar terrestre normal (del planeta Tierra) en una espora Starro.

## Apariciones en otros medios

### Televisión
Starro el conquistador, ha hecho varias apariciones en las series de televisión a lo largo de la historia, tales como:
- En la serie animada de los años 60, La Hora de aventura de Superman/Aquaman (1967-1968).
- En la serie de Superman: The Animated Series (1996-2001)
- La serie de animación Batman, the brave and the Bold (2008-2011)[33]
- La serie de animación Justicia Joven (2010-2013; 2017-presente)
- En la serie de televisión Arrow se hizo una referencia en el episodio "The Secret Origin of Felicity Smoak".
- La comedia para la televisión ambientada en el Universo DC, Powerless en el opening de la serie aparece no solo una referencia, sino un hay una escena de la intro con un combate similar al de la portada de Brave and the Bold Vol. 1 #28.
- El programa de televisión estadounidense Robot Chicken hizo una parodia a los personajes de DC Comics que incluía a Starro.[34]
- Starro aparece en la versión televisiva de DC Super Hero Girls (2019).
- Starro aparece en el episodio de la serie animada Teen Titans Go!, "Justice League's Next Top Talent Idol Star: Justice League Edition: Part 2", con la voz de Greg Cipes.

### Cine
- Starro hizo una serie de cameos en Justice League: The New Frontier (2008), Liga de la Justicia: Crisis en las dos Tierras (2010) y Justice League: The Flashpoint Paradox (2013).
- Starro hizo su debut de acción en vivo en la película de 2021 The Suicide Squad.[35] Treinta años antes de los eventos de la película, Starro fue capturado por astronautas estadounidenses y experimentado en Jötunheim en Corto Maltés, principalmente bajo la dirección del Pensador. Después de que la familia real de Corto Maltés es derrocada por un régimen antiamericano, el Escuadrón Suicida es enviado a Corto Maltese para destruir Jötunheim y matar a Starro antes de que el nuevo régimen pueda convertirlo en un arma o revelar el papel de Estados Unidos en los experimentos de Jötunheim. Starro logra escapar de Jötunheim, esclaviza a gran parte de la población de Corto Maltese y comienza a arrasar la isla, pero finalmente es derrotado y asesinado gracias a los esfuerzos combinados de Bloodsport, Harley Quinn, Rey Tiburón, Polka-Dot Man y Ratcatcher II así como una colonia de ratas de Corto Maltés, aunque en sus últimas palabras revela que el antiguamente era un ser pacífico que era feliz flotando entre las estrellas, lo que da a entender a la audiencia como un antagonista trágico que no era malvado en esencia, sino que por los horribles experimentos a los que fue sometido durante 30 años fueron los causantes del desarrollo de su odio hacia la humanidad.
- Starro aparece en Batman and Superman: Battle of the Super Sons, con la voz de Darin De Paul.

### Videojuegos
- Starro aparece como personaje para el videojuego de Nintendo Wii en la versión del videojuego de la serie de televisión Batman: The Brave and the Bold (2010).
- También tiene un cameo en la fortaleza de la soledad en el videojuego Injustice: Gods Among Us (2013).
- Starro el Conquistador es también es un personaje jugable en el videojuego Infinite Crisis (2015).
- Starro también tiene un cameo en Batman: Arkham Knight.

### Miscelánea
- Starro fue presentado en la línea de juguetes de Mattel de 2010 en la San Diego Comic-Con. El paquete (diseñado por Frank Varela ) es una recreación de la cubierta original de Brave and the Bold Vol. 1 #28 y cuenta con una pantalla de luz y sonido (con la voz del actor de voz Kevin Conroy). Cada figura en conjunto tiene una descripción grabada por Conroy.[36]